# Capalbio rosso
Il Capalbio rosso è una varietà di vino Capalbio prodotto nell'area meridionale della provincia di Grosseto, nei territori comunali di Capalbio, Manciano, Magliano in Toscana e Orbetello.

## Caratteristiche organolettiche
- colore: rosso rubino con riflessi violacei
- odore: profumi di frutta a bacca rossa
- sapore: caldo, secco, abbastanza tannico, leggermente fresco e sapido

## Produzione
Provincia, stagione, volume in ettolitri
- nessun dato disponibile